# 앤트위키
앤트위키는 소수의 개미학자들이 운영하는 위키이다. 개미에 관해서는 영어 위키백과 이상으로 방대하다. 학계의 지식을 일반과 공유하기 위해 만들어졌으며, 일반인들은 열람만 가능하고 만일 본인이 개미학자 또는 관련 연구에 참여하고 있는 사람이라면 운영자에게 이메일을 통해 계정 생성을 요청할 수 있다. 문서를 편집할 수 있는 '편집자' 권한을 획득하기 위해서는 전문학자급 자격을 요하며, 토론 문서만을 편집할 수 있는 '기여자' 또한 단순히 개미에 흥미를 가지고 있는 것을 넘어서 관련 학부 전공자 이상의 자격을 요한다. 회원들은 위키 관리, 갱신은 여유 시간에 하고 개미를 연구하며 대부분의 시간을 보낸다.
위키엔진은 미디어위키를 사용하지만, 제대로 된 표기를 찾아볼 수 없어 어떤 저작권을 사용하는지 불분명하였으나 2020년 기준으로 CC-BY-SA 4.0 에 의거하여 배포된다.